# Sandjar Ahmadi
Sandjar Mohammed Ahmadi (* 10. Februar 1992 in Kabul) ist ein afghanischer Fußballspieler, der seit 2018 beim Landesligisten VfL Lohbrügge unter Vertrag steht.

## Vereinskarriere
Der in Kabul geborene Ahmadi kam 1999 mit seinen Eltern und Geschwistern nach Deutschland. Der Stürmer spielte in der Folgezeit bei verschiedenen Vereinen in Hamburg. 2009 folgte der Wechsel zu SC Concordia Hamburg. Seit Sommer 2011 spielte er bei SC Vier- und Marschlande in der Oberliga Hamburg. Zur Saison 2013/14 wechselte er zum Ligakonkurrenten TuS Dassendorf. Hier kam er siebenmal zum Einsatz, ehe er am 31. Oktober 2013 in die I-League zum Mumbai FC wechselte. Doch bereits in der Winterpause der gleichen Saison wechselte Ahmadi nach neun Spielen und zwei Toren für Mumbai zurück zum TuS Dassendorf. Zur Saison 2014/15 wechselte er innerhalb der Liga zu seinem Stammverein SC Vier- und Marschlande zurück. Es folgten weitere Stationen bei Hamm United und dem SC Vorwärts-Wacker 04. Seit 2018 steht er beim VfL Lohbrügge unter Vertrag.

## Nationalmannschaft
Im Oktober 2011 wurde Sandjar Ahmadi erstmals in den Kader der afghanischen Nationalmannschaft berufen. Sein erstes Länderspiel bestritt er am 3. Dezember 2011 bei der Südasienmeisterschaft 2011 in Indien. Im zweiten Gruppenspiel gegen Sri Lanka schoss er seine ersten beiden Länderspieltore.
Am Ende verlor man im Finale gegen Indien mit 0:4. Zwei Jahre später konnte man sich bei Indien mit einem 2:0-Sieg im Finale revanchieren und gleichzeitig den ersten internationalen Pokal gewinnen.